# Guy Boyd
Pour les articles homonymes, voir Boyd.
Guy Boyd est un acteur américain né le 15 avril 1943 à Chicago.

## Filmographie partielle
- 1981 : Ticket to Heaven de Ralph L. Thomas
- 1983 : Streamers de Robert Altman
- 1984 : Body Double de Brian De Palma
- 1984 : Flashpoint de William Tannen
- 1984 : L'Aventure des Ewoks de John Korty (TV)
- 1985 : À double tranchant de Richard Marquand
- 1985 : Target d'Arthur Penn
- 1986 : Lucas de David Seltzer
- 1988 : The Dark Side of the Sun de Bozidar 'Bota' Nikolic
- 1990 : Fenêtre sur Pacifique de John Schlesinger
- 1990 : L'Enfer bleu (The Last of the Finest) de John Mackenzie
- 1991 : Coupable de Jan Eliasberg
- 1992 : Sister Act d'Emile Ardolino (non crédité)
- 1995 : Carnosaur 2 de Louis Morneau
- 2001 : Black Scorpion (TV)
- 2007 : La Famille Savage de Tamara Jenkins
- 2009 : L'Honneur d'un Marine de Ross Katz (TV)
- 2020 : I'm Thinking of Ending Things de Charlie Kaufman